# 瑞安话
瑞安话，是浙南地区温州瑞安市的主要方言，属于广义的温州话，即吳語甌江片。用法和温州话基本相同，发音和温州话有些字词有区别，可以沟通。如：在温州话和瑞安话里，“水”、“喜”、“瑞”、“安”、“龙”等字发音均不同，故说温州人和瑞安人对话时，单个词汇会造成不懂，而整句句意基本理解无误。由于在温州广为流行的温州鼓词使用瑞安话为标准发音（有时候只有瑞安话唱起来才押韵），所以瑞安话和温州市区话一样属于广义温州话中很主流的一部分。